# The Busker
The Busker (с англ. Уличный музыкант) — мальтийская инди-поп-группа, созданная в 2012 году. В группу входят Давид «Dav.Jr» Мейлак, Жан Поль Борг и Шон Мичен. Представители Мальты на Евровидении 2023 с песней «Dance (Our Own Party)» («Танцуй (Наша собственная вечеринка)»).

## Карьера
The Busker была образована в октябре 2012 года певцом и гитаристом Дарио Дженовезе и перкуссионистом Жаном Полем Боргом. Два года спустя к группе присоединились басист и клавишник Дэвид Греч и саксофонист Шон Мичен. Группа черпает вдохновение в поп-группах 1960-х годов, таких как The Beatles и The Beach Boys. Они начали публиковать каверы и оригинальную музыку на YouTube. Их дебютный альбом «Telegram» был выпущен в 2017 году, за ним последовал «Ladies and Gentlemen» в следующем году. Дженовезе покинул группу в 2021 году.
В ноябре 2022 года было подтверждено, что The Busker вошёл в число 40 участников мальтийского конкурса песни «Евровидение-2023», фестиваля, используемого для отбора представителя Мальты на ежегодном конкурсе песни «Евровидение». Их конкурирующая песня «Dance (Our Own Party)» была представлена в следующем месяце. После выхода сначала в четвертьфинал, а затем в полуфинал мальтийского конкурса песни «Евровидение», 11 февраля 2023 года The Busker выступили в финале, где победили при совместной поддержке судейства и телеголосования. Их победа дала им право представлять Мальту на конкурсе песни Евровидение 2023 в Ливерпуле.

## Участники
Нынешние
- Давид «Dav.Jr» Мейлак — вокал, гитара
- Жан Поль Борг — ударные
- Шон Мичен — саксофон

Бывшие
- Дарио Дженовезе — вокал, гитара
- Давид Греч — бас

## Дискография

### Студийные альбомы
- 2017 — Telegram
- 2018 — Ladies and Gentlemen

### EP
- 2021 — X

### Синглы
- 2020 — «Just a Little Bit More» (с Мэтью Джеймсом)
- 2021 — «Don’t You Tell Me What to Feel» (с Raquela DG)
- 2021 — «Loose»
- 2021 — «Nothing More»
- 2022 — «Miracle»
- 2023 — «Dance (Our Own Party)»